# Staalhof (Amsterdam)

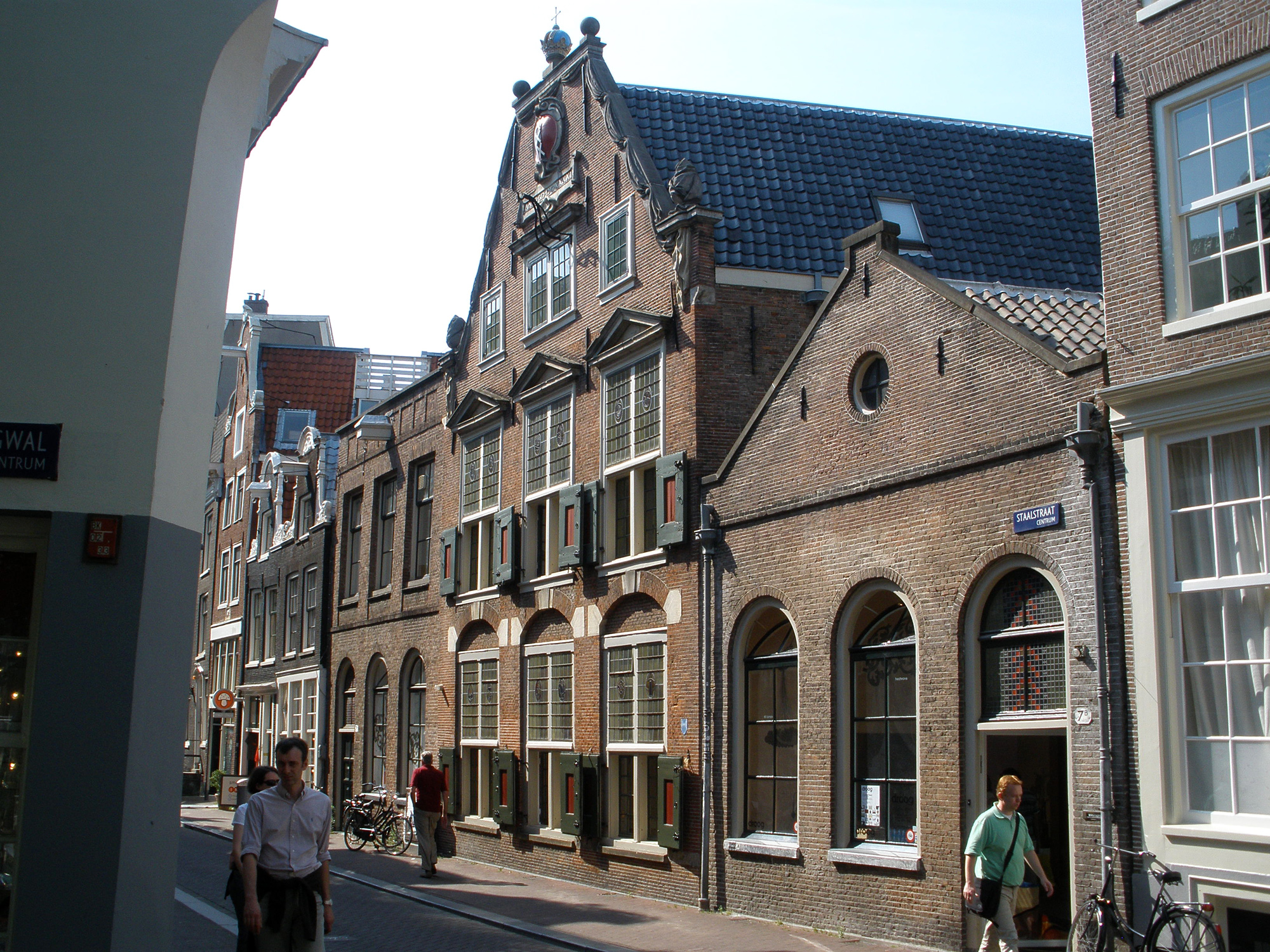
De Saaihal in de Staalstraat

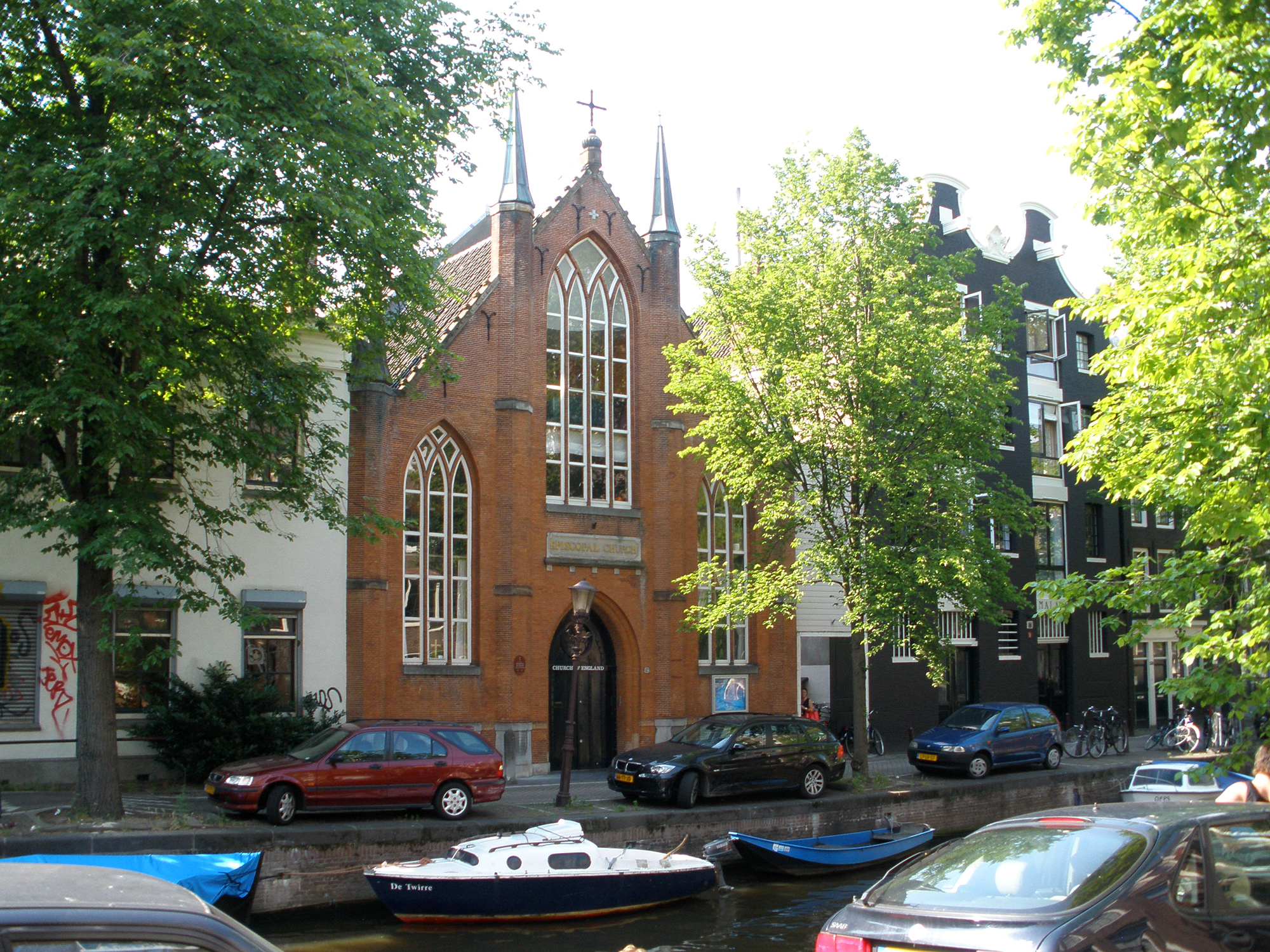
De voormalige lakenhal aan de Groenburgwal, nu de Engelse Episcopale Kerk

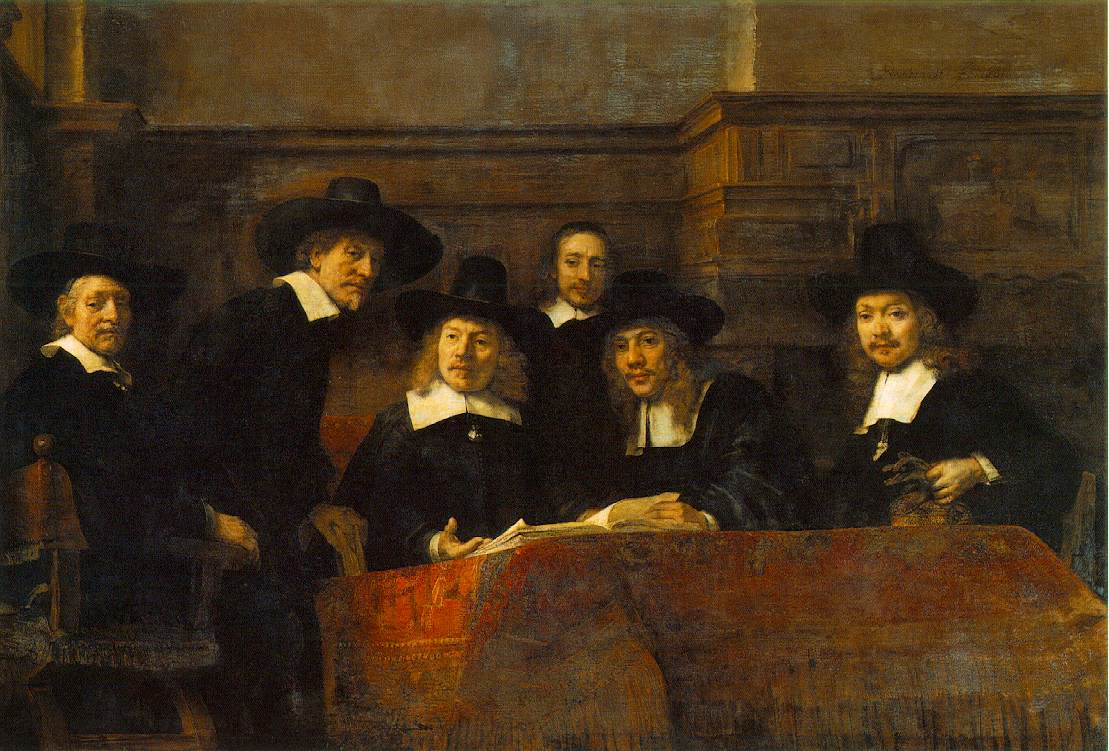
De Staalmeesters van Rembrandt (1662)

Het Staalhof was een 17e-eeuws gebouwencomplex op de hoek van de Staalstraat en de Groenburgwal in Amsterdam. Het is vooral bekend van Rembrandts schilderij De Staalmeesters, dat hier tot 1771 hing.
Het Staalhof was het centrum van de lakenindustrie, de textielindustrie die de omgeving rond het gebouw domineerde. Hier werden de stoffen gekeurd door keurmeesters, de "staalmeesters", zo genoemd omdat ze gebruik maakten van stalen (proeflappen). Al in de 18e eeuw kwam de uitdrukking "staalmeesters" in zwang. Het vijfkoppige college van keurmeesters werd ieder jaar op Goede Vrijdag aangesteld.
Het Staalhofcomplex bestond uit een zijdehal, een lakenhal en een saaihal (saai was een licht gekeperde wollen stof, dat wil zeggen met een diagonaal patroon). Van de Saaihal (1641) aan Staalstraat 7 is de gevel van Pieter de Keyser intact gebleven. De lakenhal aan Groenburgwal 42 werd in 1827-1829 drastisch verbouwd tot de Engelse Episcopale Kerk, het eerste neogotische bouwwerk in Nederland. In dit gebouw kwam de anglicaanse gemeenschap echter al sinds 1771 bijeen.
In 1662 voltooide Rembrandt een portret van de vijf waardijns van het Staalmeestersgilde en hun bediende, Dit beroemde schilderij, later bekend geworden als De Staalmeesters, heeft tot 1771 in de vergaderkamer van de lakenhal gehangen. In deze zaal hingen ook andere groepsportretten die uit de 16e eeuw stamden. De schilderstijl van het portret duidt aan dat Rembrandt precies wist waar het zou komen te hangen – hoog boven de schouw, met lichtinval van links – want hij paste de lichtval en het perspectief er aan aan. Zelfs de lambrisering op de achtergrond van het doek kwam vermoedelijk overeen met de muren van de vergaderkamer in het Staalhof. Toen het gebouw in 1771 haar functie verloor, verhuisde het schilderij naar het stadhuis op de Dam. Het hangt nu in het Rijksmuseum.